# عبدالله الدعیع
عبدالله الدعیع (انگلیسی: Abdullah Al-Deayea؛ زادهٔ ۱۹۶۱ (۶۳–۶۴ سال)) یک بازیکن فوتبال اهل عربستان سعودی است. 
او برادر بزرگتر محمد الدعیع دروازه بان سابق عربستان است.
از باشگاه‌هایی که در آن بازی کرده می‌توان به  الهلال عربستان اشاره کرد.

## تیم ملی
وی همچنین در تیم ملی فوتبال عربستان سعودی بازی کرده است.
او بهترین دروازه‌بان جام ملتهای آسیا ۱۹۸۴ شد.